# Balandrau
El Balandrau es una montaña en el macizo de los Pirineos, concretamente en el norte de la comarca del Ripollés (Provincia de Gerona) y relativamente cerca de la Vall de Núria. Alcanza una altitud de 2584 metros.
Se encuentra cerca de la localidad de Tregurà de Dalt y en verano se puede subir en coche hasta el Coll de la Gralla, lo que facilita mucho la aproximación al pico.
Es un pico sin ninguna dificultad técnica y con paisajes de alta montaña formados por inmensas praderas verdes.